# Torak (Žitište, Srbija)
Torak (ćirilično: Торак, rumunjski: Torac, mađarski: Bégatárnok, njemački: Großtorak, Kleintorak) je naselje u Banatu u Vojvodini u sastavu općine Žitište.  Od 1947. godine do 12. travnja 2001. nosi naziv Begejci, kada mu se vraća prvobitni naziv.

## Stanovništvo
U naselju Torak živi 2.850 stanovnika, od toga 2.281 punoljetan stanovnika, prosječna starost stanovništva iznosi 43,0 godina (40,5 kod muškaraca i 45,3 kod žena). U naselju ima 1.016 domaćinstava, a prosječan broj članova po domaćinstvu je 2,80.
| Etnički sastav 2002. |            |        |
| Narod                | Stanovnika | %      |
| Rumunji              | 1.780      | 62,45% |
| Srbi                 | 569        | 19,96% |
| Romi                 | 203        | 7,12%  |
| Mađari               | 89         | 3,12%  |
| Jugoslaveni          | 83         | 2,91%  |
| Muslimani            | 8          | 0,28%  |
| Hrvati               | 3          | 0,10%  |
| Bugari               | 2          | 0,07%  |
| Slovaci              | 2          | 0,07%  |
| Makedonci            | 1          | 0,03%  |
| Nijemci              | 1          | 0,03%  |
| nepoznato            | 1          | 0,03%  |

| broj stanovnika | 4945  | 5012  | 5198  | 4817  | 4289  | 3700  | 2850  |
|                 | 1948. | 1953. | 1961. | 1971. | 1981. | 1991. | 2001. |

## Vanjske poveznice
- Karte, položaj, zemljopisni podaci o naselju[neaktivna poveznica]